# Barbara (род)

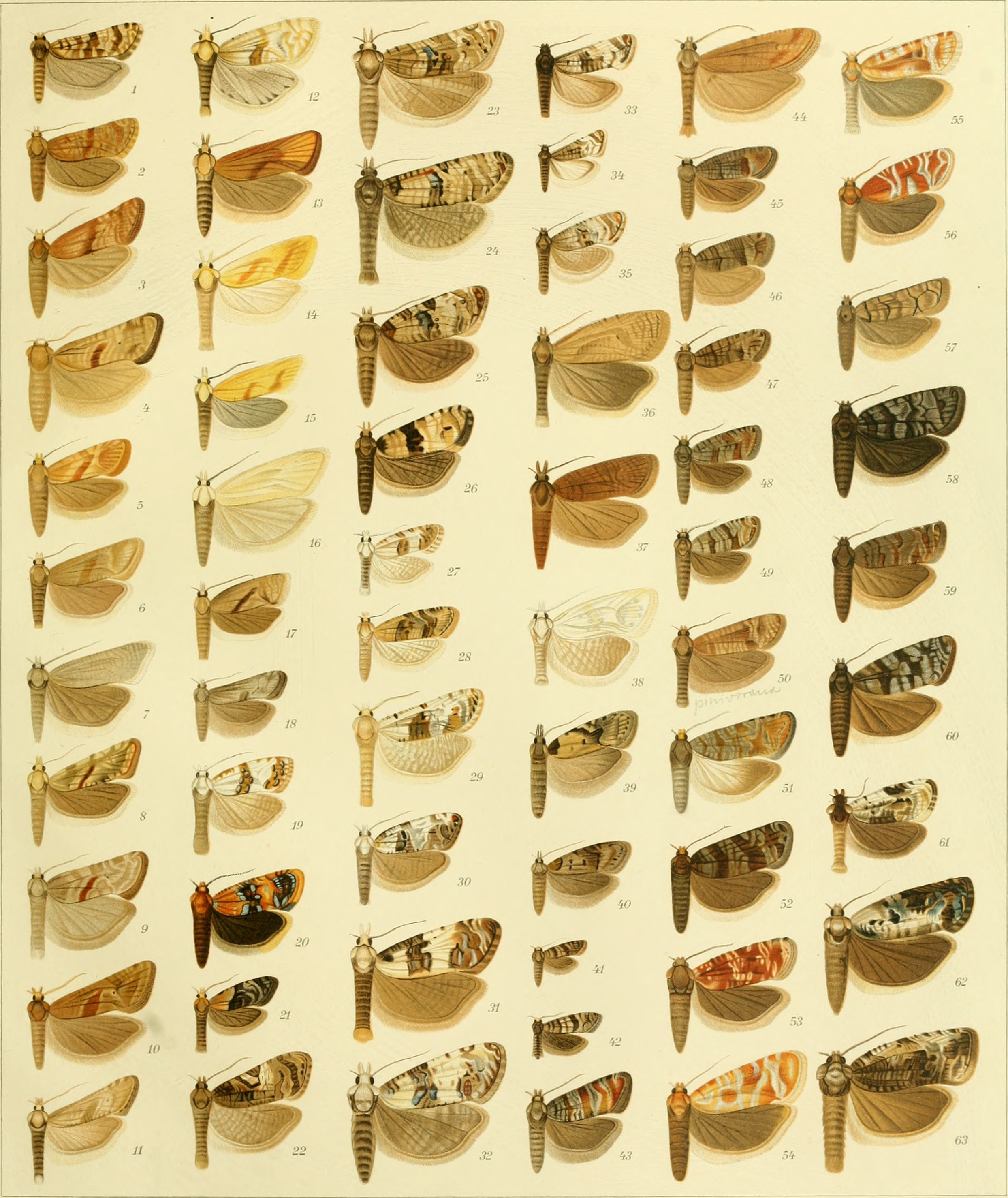
Barbara herrichiana на рис. 58

Barbara (лат.) — род бабочек-листовёрток из подсемейства Olethreutinae. Известно 4 вида.

## Распространение
Неарктика, Палеарктика (от Европы до Малой Азии и Дальнего Востока).

## Описание
Размах крыльев около 1—2 см. На передних крыльях свинцово-блестящие пятна. Основная окраска землистая. Жилкование переднего крыла: хорда берёт начало на полпути между жилками R1 и R2, заканчивается около R5; жилка M рудиментарная, раздвоенная, заканчивается на полпути между M1 и M2 и на CuA1; жилки M2 и M3 соединяются или сближаются в основании. Задние крылья: M3 и CuA1 стебельчатые; все остальные жилки раздельные. Переднее крыло: (Barbara herrichiana, Barbara fulgens) с округлой вершиной и слегка выпуклым концом, без костальной складки; цвет основания серовато-коричневый до бронзового, с неравномерными беловато-свинцово-серыми фасциями.
Гусеница Barbara herrichiana: L1, L2 и L3 не имеют одного пинакулюма на девятом брюшном сегменте; группа SV трисетозная на восьмом брюшном сегменте и бисетозная на девятом брюшном сегменте; поверхность тела с мелкими коричневыми шипами; поверхность проторакальной пластинки не гладкая. На переднем крыле имеется срединная светлая перевязь.
Личинки питаются шишками различных хвойных деревьев. У вида Barbara herrichiana ежегодно образуется одно поколение; спячка происходит на личиночной стадии или в куколках.

## Систематика
Известно 4 вида. Род был впервые описан в 1923 году американским энтомологом Carl Heinrich (1880—1955). Род относят  к трибе листовёрток-бурильщиков Eucosmini из подсемейства Olethreutinae.
По жилкованию крыльев и строению гениталий Barbara близок к роду Retinia.
- Barbara colfaxiana (Kearfott, 1907)
- Barbara fulgens Kuznetzov, 1969[10]
- Barbara herrichiana Obraztsov, 1960 — Листовёртка пихтовая шишковая[11]
- Barbara mappana Freeman, 1941
  - =Barbara osmana Obraztsov, 1952
  - =Barbara ulteriorana (Heinrich, 1920)